# Kerry Saxby-Junna
Kerry-Anne Saxby-Junna AM (geb. Saxby; * 2. Juni 1961 in Ballina) ist eine ehemalige australische Geherin. Sie gehörte seit Ende der 1980er Jahre bis zu ihrem Karriereende 2001 zur Weltspitze des Gehsports und ist eine der erfolgreichsten australischen Leichtathletinnen der Geschichte.
Ihren ersten großen internationalen Erfolg feierte sie bei den Leichtathletik-Weltmeisterschaften 1987 in Rom mit dem Gewinn der Silbermedaille im 10-km-Gehen hinter Irina Strachowa. 1989 gewann Saxby den Titel über 3000 m bei den Leichtathletik-Hallenweltmeisterschaften in Budapest und wurde Zweite über 10 km beim Weltcup der Geher in L’Hospitalet de Llobregat.
Nach ihrem Sieg bei den Commonwealth Games 1990 in Auckland im 10-km-Gehen wurde sie 1991 hinter Beate Anders Zweite über 3000 m bei den Hallenweltmeisterschaften in Sevilla und Fünfte über 10 km bei den Weltmeisterschaften in Tokio. Bei ihrer ersten Olympiateilnahme 1992 in Barcelona belegte sie im 10-km-Gehen den fünfzehnten Platz.
1993 in Toronto wurde sie bei den Hallenweltmeisterschaften wieder Zweite über 3000 m, diesmal hinter Jelena Nikolajewa. 1994 verteidigte sie bei den Commonwealth Games in Victoria ihren Titel im 10-km-Gehen. Über dieselbe Distanz erreichte sie bei den Leichtathletik-Weltmeisterschaften 1995 in Göteborg den neunten und bei den Olympischen Spielen 1996 in Atlanta den zwölften Platz.
Nachdem sie 1997 eine Babypause eingelegt hatte, meldete sie sich im folgenden Jahr mit dem Gewinn der Silbermedaille im 10-km-Gehen bei den Commonwealth Games in Kuala Lumpur zurück. Ihren dritten Titelgewinn in Folge verhinderte ihre Landsfrau Jane Saville. Bei den Leichtathletik-Weltmeisterschaften 1999 in Sevilla gewann sie die Bronzemedaille im 20-km-Gehen hinter den Chinesinnen Liu Hongyu und Wang Yan. Saxby-Junna war mit 38 Jahren die älteste Medaillengewinnerin in Sevilla.
In Sydney belegte sie bei den Olympischen Spielen 2000 über 20 km den siebten Rang. Bei den Leichtathletik-Weltmeisterschaften 2001 in Edmonton erreichte sie das Ziel wegen Disqualifikation nicht und beendete danach ihre aktive Laufbahn.
Kerry Saxby-Junna sammelte im Laufe ihrer Karriere auf verschiedenen Distanzen insgesamt fast 30 Australische Meistertitel und stellte zahlreiche Weltrekorde und Weltbestleistungen auf. Sie ist 1,63 m groß und wog in ihrer aktiven Zeit 57 kg.
Für ihre Leistungen wurde sie mehrfach ausgezeichnet. 1992 wurde sie zum Mitglied des Order of Australia ernannt. 2000 wurde ihr die Australien Sports Medal verliehen und 2001 die Centenary Medal.